# Louise Fusil
Pour les articles homonymes, voir Fusil.
Louise Fusil (1771-1848) est une actrice française née Louise Liard, dite Fleury, probablement à Stuttgart. 

## Une vie d'artiste
Louise Fusil est issue d'une famille d'acteurs : son grand-père, François Liard dit Fleury, son père, Henri Liard dit Fleury, comme sa mère, Catherine Derufosse, sont acteurs. Elle fut élève Mme Saint-Huberty et de Niccolò Piccinni.
Louise Fusil se sépara rapidement de son époux, le comédien Claude Fusil, de Lyon, ami de Talma, « pour vivre une carrière en solo » entre la France, la Belgique et la Russie.
Mère de deux filles défuntes, Louise Fusil mourut dans la misère la plus totale, quasi inconnue.

## Son jeu
Sans avoir laissé une impression égale aux plus grandes (les Armande Béjart, Mademoiselle Mars, Rachel), elle tirait cependant son épingle du jeu, puisque l’Almanach général dit d'elle en 1791 :
« À propos du Théâtre des Beaujolais où passe Le Divorce inutile, comédie en prose et en un acte par M. Gabiot. Très jolie pièce, écrite avec pureté, pleine de sentiments relevés, et d'idées fines et spirituelles ; il y règne d'un bout à l'autre un excellent ton ; et l'on ne peut trop engager les acteurs de ce théâtre à entremêler souvent leurs opéras de comédies du même genre. Mesdames Sara et Fusil s'y font applaudir, parce que les bons rôles siéent toujours aux talents ».

## Louise Fusil sous la Révolution
En tournée à Tournai et Lille avec le chevalier de Saint-George[incompréhensible].

## Retour de Russie
Installée en Russie, elle suit la Grande Armée fuyant Moscou et assiste à la bataille de la Bérézina : « À mon retour en France, lorsqu’on voulait me présenter ou me recommander à quelques puissants du jour, on employait cette formule : « Elle a passé la Bérésina ! » ».

## Œuvres de Louise Fusil

### Des écrits utiles pour l'historien
« Pour se faire quelque argent », Louise Fusil publia ses célèbres Souvenirs d'une actrice en 1841. 
Les historiens ayant travaillé sur cette époque, tels François Guizot et Charles Nodier, s'accordent sur deux points, l'un positif, l'autre négatif :
- les mémoires de Louise Fusil fourmillent d'anecdotes prises sur le vif, son style est très agréable à lire ;
- les mémoires de Louise Fusil fourmillent d'imprécisions, d'erreurs, voire de contre-vérités.

Comment expliquer cette discordance ? Était-elle « trop près » des événements (qu'elle vivait en direct) ? Comment a-t-elle eu vent de faits inconnus de la « grande » histoire ? Ces questions ne sont pas encore tranchées.

### Liste des ouvrages
- 1817 : L'incendie de Moscou, la petite orpheline de Wilna, passage de la Bérésina et Retraite de Napoléon jusqu'à Wilna par madame Fusil, témoin oculaire. Ces mémoires sont suivis d'un Voyage aux confins de l'Asie russe, sur les bords de la Wolga, de Notes sur la Russie, le Kremlin, Petrosky, et les principaux édifices qui ont été la proie de flammes, Londres, impr. de Schulze et Dean.
- 1841 : Souvenirs d’une actrice[7], par Mme Louise Fusil, Paris, Dumont.
- 1843 : « L'Oranger de la superstition », Magasin de récréations des dames, juillet 1843, Paris, au bureau de la gazette des femmes, p. 80-84 (récit d'une anecdote survenue à Moscou en 1809).
- 1844 : Proserpine à Paris, revue anecdotique de modes, de nouveautés, de littérature, d'industrie, etc., rédigée par plusieurs dames, Paris, Brière, Bureaux, à la Tente, au Palais-Royal, 1844[8].
- 1847 : Notice historique sur mademoiselle Mars, par Mme L. Fusil, auteur des Souvenirs d'une actrice, d'une relation de l'incendie de Moscou, de nombreuses notices anecdotiques sur les théâtres, les artistes éminents, et sur l'art dramatique, du temps de la république, de l'Empire et de la Restauration. Avec un autographe de l'illustre comédienne adressé à l'auteur, Paris, à la Tente, au Palais-Royal et chez les marchands de nouveautés.
- 1848 : Notice historique sur son altesse royale Mme la princesse Adélaïde, par Mme L. Fusil, Paris, imprimerie de Madame Lacombe.